# هنریک آندرسن
هنریک آندرسن (انگلیسی: Henrik Andersen؛ زادهٔ ۷ مهٔ ۱۹۶۵) یک بازیکن فوتبال اهل دانمارک است.
از باشگاه‌هایی که در آن بازی کرده‌است می‌توان به اندرلشت و باشگاه فوتبال کلن اشاره کرد.
وی همچنین در تیم ملی فوتبال دانمارک بازی کرده‌است.